# Linus Torvalds
Linus Benedict Torvaldsⓘ (ur. 28 grudnia 1969 w Helsinkach) – fiński programista, twórca jądra Linux oraz systemu kontroli wersji Git.
Należy do społeczności Finów szwedzkojęzycznych. Uczęszczał na Uniwersytet Helsiński. Poprzez stworzenie jądra Linux nadał impuls do gwałtownego rozwoju wolnego oprogramowania. Sam należy do zwolenników powstałego później ruchu otwartego oprogramowania.
W 2000 roku otrzymał od Steve’a Jobsa propozycję pracy w Apple Inc. oraz współpracy nad powstającym wtedy MacOS X. Linus odrzucił ją, twierdząc, że „nienawidzi mikrojądra Mach”.
Jest synem dziennikarza i polityka Nilsa Torvaldsa. Mieszka w Portland w stanie Oregon (Stany Zjednoczone), z żoną Tove (byłą mistrzynią Finlandii w karate) i trzema córkami: Patricią, Mirandą i Danielą. Jest zatrudniony w Linux Foundation (dawniej Open Source Development Labs).

## Rozwój Linuxa
Zainspirowany przez edukacyjny system MINIX, stworzony przez Andrew Tanenbauma, Linus poczuł potrzebę posiadania wydajnego systemu operacyjnego typu Unix. System ten musiał działać na jego domowym komputerze klasy PC. Jądro Linux tworzył głównie w wolnym czasie i przy użyciu własnego sprzętu. Pierwsza wersja została opublikowana 15 października 1991.
Z czasem Linux stał się rozległym, złożonym projektem, w którym na zasadach dobrowolności udziela się wiele osób. Obecnie Linus Torvalds przede wszystkim nadzoruje jego rozwój. Opiekę nad wieloma podsystemami Linuksa oraz stabilnymi gałęziami kodu przekazuje zaufanym współpracownikom, do których zaliczają się między innymi Alan Cox, Andrew Morton czy Marcelo Tosatti.
Jest uznawany za pragmatyka. Rozwój Linuksa traktuje jako proces ewolucyjny, kierowany potrzebami twórców i użytkowników. Jego zdaniem konstruowanie dalekosiężnych planów nie ma sensu, ponieważ nie istnieje sposób na określenie celów, które przetrwałyby próbę czasu.
Jego osobistą maskotką jest pingwin zwany Tux, przyjęty przez społeczność linuksową jako symbol Linuksa.

## Linus publicznie

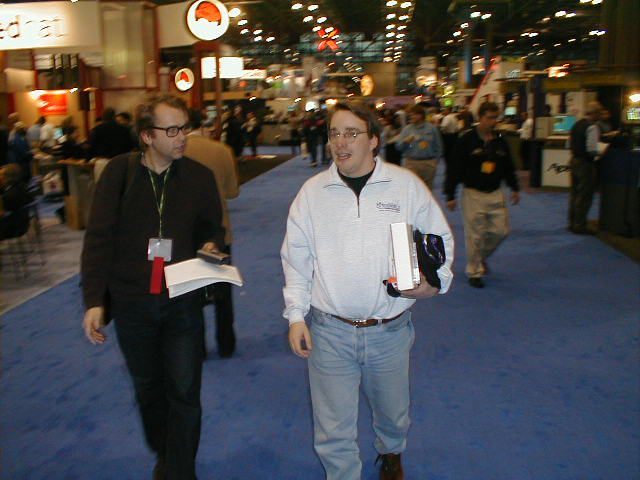
Linus Torvalds podczas Linuxworld 2000

W odróżnieniu od wielu „ewangelistów” WiOO, Torvalds unika rozgłosu i zasadniczo odmawia komentarzy dotyczących konkurencyjnego oprogramowania, takiego jak Microsoft Windows. Niemniej jednak czasem zdarza mu się wypowiedzieć publicznie. Występuje na przykład ostro przeciwko strategii FUD wykorzystywanej w jego opinii przez niektórych twórców zamkniętego oprogramowania, takich jak Microsoft. Kiedy Craig Mundie (Senior-VP w Microsofcie) krytykował Open Source za brak innowacyjności i niszczenie własności intelektualnej, Torvalds napisał w odpowiedzi:

Zastanawiam się, czy Mundie słyszał kiedykolwiek o Izaaku Newtonie. Jest on sławny nie tylko ze względu na utworzenie podstaw mechaniki (i początki teorii grawitacji, o czym pamięta większość ludzi, włącznie z historią o jabłku), ale również z powodu stwierdzenia:
Jeśli byłem w stanie spojrzeć dalej, to tylko dlatego, że stałem na ramionach olbrzymów.
Jestem skłonny słuchać raczej Newtona niż Mundiego. Choć umarł prawie trzysta lat temu, mniej zasmradza pokój.

Innymi charakterystycznymi dla Torvaldsa stwierdzeniami są jego opinie na temat przyszłości Sun („Szczerze mówiąc, Sun jest skazany na zagładę. I nie ma to nic wspólnego z ich praktykami inżynierskimi ani stylem kodowania”) i na temat zbyt wysokich cen procesorów SPARC („na miejscu Suna założyłbym sobie torbę na głowę”), czy określanie swojej roli w rozwoju Linuksa jako „pasterza zgrai kotów”.

## Wyróżnienia
- 1996: asteroida (9793) Torvalds nazwana na cześć Linusa Torvaldsa
- 1998: nagroda EFF Pioneer Award
- 1999: honorowy doktorat na Uniwersytecie w Sztokholmie
- 2000: honorowy doktorat na Uniwersytecie w Helsinkach
- 2000: Linus Torvalds nagrodzony nagrodą Lovelace Medal(inne języki)
- 2000: 17. miejsce w ankiecie Person of the Century miesięcznika Time
- 2001: nagroda Takeda_Award wspólnie z Richardem M. Stallmanem i Kenem Sakamurą(inne języki)
- 2001: w filmie Swordfish pojawia się postać najlepszego hakera na świecie, Fina, nazywającego się Axl Torvalds
- 2004: w artykule magazynu Time Linus Torvalds został nazwany „Jedną z najbardziej wpływowych osób świata”
- 2004: 16. miejsce w głosowaniu na 100 Największych Finów
- 2005: w ankiecie magazynu BusinessWeek Linus został nazwany „jednym z najlepszych managerów”
- 2005: nagroda im. Howarda Volluma
- 2006: magazyn Time nazywa Linusa jednym z rewolucyjnych bohaterów ostatnich 60 lat

## Książki
- Linus Torvalds, David Diamond: Just for Fun: The Story of an Accidental Revolutionary, New York, HarperBusiness, 2001 (wydanie polskie: Po prostu dla zabawy: Historia przypadkowej rewolucji, Wyd. Liber, 2002).